# Anamoose
Anamoose è un centro abitato (city) degli Stati Uniti d'America, situato nella Contea di McHenry, nello Stato del Dakota del Nord. Nel censimento del 2000 la popolazione era di 282 abitanti. La città è stata fondata nel 1898. Appartiene all'area micropolitana di Minot.

## Geografia fisica
Secondo i rilevamenti dell'United States Census Bureau, la località di Anamoose si estende su una superficie di 1,6 km², tutti occupati da terre.

## Popolazione
Secondo il censimento del 2000, ad Anamoose vivevano 282 persone, ed erano presenti 86 gruppi familiari. La densità di popolazione era di 176 ab./km². Nel territorio comunale si trovavano 149 unità edificate. Per quanto riguarda la composizione etnica degli abitanti, il 99,65% era bianco e lo 0,35% apparteneva a due o più razze.
Per quanto riguarda la suddivisione della popolazione in fasce d'età, il 19,9% era al di sotto dei 18, il 5,3% fra i 18 e i 24, il 21,6% fra i 25 e i 44, il 21,3% fra i 45 e i 64, mentre infine il 31,9% era al di sopra dei 65 anni di età. L'età media della popolazione era di 47 anni. Per ogni 100 donne residenti vivevano 94,5 maschi.